# Nokia 5100
Il Nokia 5100 è un telefonino prodotto dall'azienda finlandese Nokia e messo in commercio nel 2003.

## Caratteristiche
- Dimensioni: 108,5 x 49,5 x 22 mm
- Massa: 104  g
- Risoluzione display: 128 x 128 pixel a 4 096 colori
- Durata batteria in conversazione: 3 ore
- Durata batteria in standby: 225 ore (9 giorni)
- Infrarossi